# تزنفیتس
تزنفیتس (به آلمانی: Thesenvitz) یک منطقهٔ مسکونی در آلمان است که در برگن آن در روگن واقع شده‌است. تزنفیتس ۳۹۹ نفر جمعیت دارد.